# Seznam německých názvů obcí a osad v Česku, D
Tento seznam obsahuje německé názvy (exonyma) českých obcí začínajících na písmeno D.
Tento seznam by měl sloužit pro orientaci v starých písemných pramenech, mapách atd., nikoliv pro překlad českých názvů měst do němčiny. Většina z těchto německých názvů by při použití v současnosti byla nesrozumitelná.
| Český název                    | Historická země  | Okres               | Německý název                   | Poznámka                                            |
| ------------------------------ | ---------------- | ------------------- | ------------------------------- | --------------------------------------------------- |
| Ďáblice                        | Čechy            | hl. m. Praha        | Dablitz                         |                                                     |
| Dačice                         | Morava           | Jindřichův Hradec   | Datschitz                       |                                                     |
| Dachov                         | Čechy            | Chrudim             | Dachau                          |                                                     |
| Dachov                         | Čechy            | Prachatice          | Dachau                          |                                                     |
| Dálčice                        | Čechy            | Havlíčkův Brod      | Daltschitz                      |                                                     |
| Dalečín                        | Morava           | Žďár nad Sázavou    | Tollstein                       |                                                     |
| Daleké Dušníky                 | Čechy            | Příbram             | Duschnik                        |                                                     |
| Dalešice                       | Čechy            | Benešov             | Daleschitz                      |                                                     |
| Dalešice                       | Čechy            | Jablonec nad Nisou  | Daleschitz                      |                                                     |
| Dalešice                       | Čechy            | Mladá Boleslav      | Daleschitz                      |                                                     |
| Dalešice                       | Morava           | Třebíč              | Daleschitz Dalleschitz          |                                                     |
| Daliměřice                     | Čechy            | Semily              | Dalimerschiz                    |                                                     |
| Dalkovice                      | Čechy            | Benešov             | Dalkowitz                       |                                                     |
| Dalov                          | Morava           | Olomouc             | Dohle                           |                                                     |
| Dalovice                       | Čechy            | Karlovy Vary        | Dallwitz                        |                                                     |
| Dalovice                       | Čechy            | Mladá Boleslav      | Dallowiz                        |                                                     |
| Dalovy                         | Čechy            | Benešov             | Dalow                           |                                                     |
| Damašek                        | Slezsko          | Bruntál             | Damasko                         | (původně součást tzv. Moravských enkláv ve Slezsku) |
| Damašek                        | Čechy            | Svitavy             | Damerschek                      | osada obce Pustá Rybná                              |
| Dambořice                      | Morava           | Hodonín             | Damborschitz                    |                                                     |
| Daměnice                       | Čechy            | Benešov             | Damienitz                       |                                                     |
| Damětice                       | Čechy            | Klatovy             | Damietitz                       |                                                     |
| Damice                         | Čechy            | Karlovy Vary        | Damitz                          |                                                     |
| Damíč                          | Čechy            | Klatovy             | Damitch                         |                                                     |
| Daminěves                      | Čechy            | Mělník              | Daminiowes                      |                                                     |
| Damírov                        | Čechy            | Kutná Hora          | Damirow                         |                                                     |
| Damnice                        | Morava           | Znojmo              | Damitz                          |                                                     |
| Damníkov                       | Čechy            | Ústí nad Orlicí     | Thomigsdorf                     |                                                     |
| Damnov                         | Čechy            | Tachov              | Damnau                          |                                                     |
| Daňkovice                      | Morava           | Žďár nad Sázavou    | Dankowitz                       |                                                     |
| Darebnice                      | Čechy            | Ústí nad Orlicí     | Darebnitz                       |                                                     |
| Darkov                         | Slezsko          | Karviná             | Darkau                          |                                                     |
| Darmyšl                        | Čechy            | Tachov              | Darmchlag                       |                                                     |
| Darová                         | Čechy            | Rokycany            | Darowa                          |                                                     |
| Daskabát                       | Morava           | Olomouc             | Daskabat                        |                                                     |
| Dasnice                        | Čechy            | Sokolov             | Dassnitz                        |                                                     |
| Dasný                          | Čechy            | České Budějovice    | Kronfellern                     |                                                     |
| Dašice                         | Čechy            | Pardubice           | Daschitz                        |                                                     |
| Datelov                        | Čechy            | Klatovy             | Todlau                          |                                                     |
| Davle                          | Čechy            | Praha-západ         | Dawle                           |                                                     |
| Deblín                         | Morava           | Brno-venkov         | Döbleins                        |                                                     |
| Deblov                         | Čechy            | Chrudim             | Deblau                          |                                                     |
| Děbolín                        | Čechy            | Jindřichův Hradec   | Diebling                        |                                                     |
| Debrné                         | Čechy            | Trutnov             | Döberle                         |                                                     |
| Debrník                        | Čechy            | Klatovy             | Deffernik                       |                                                     |
| Debrník                        | Čechy            | Tábor               | Debernik                        |                                                     |
| Debř                           | Čechy            | Mladá Boleslav      | Debersch                        |                                                     |
| Debřece                        | Čechy            | Rychnov nad Kněžnou | Debretz                         |                                                     |
| Děčany                         | Čechy            | Litoměřice          | Dietschan                       |                                                     |
| Děčín                          | Čechy            | Děčín               | Tetschen                        |                                                     |
| Dědek                          | Čechy            | Pardubice           | Diedek                          |                                                     |
| Dědibaby                       | Čechy            | Mělník              | Jedibab                         |                                                     |
| Dědice                         | Čechy            | Kutná Hora          | Dieditz                         |                                                     |
| Dědice                         | Čechy            | Tábor               | Dietitz                         |                                                     |
| Dědice                         | Morava           | Třebíč              | Dieditz                         |                                                     |
| Dědice                         | Morava           | Vyškov              | Dieditz                         |                                                     |
| Dědičky                        | Čechy            | Tábor               | Dietitschek                     |                                                     |
| Dědkov                         | Čechy            | Benešov             | Dietkau                         |                                                     |
| Dědkov                         | Morava           | Žďár nad Sázavou    | Diedkau                         |                                                     |
| Dědov                          | Čechy            | Náchod              | Nieder Mohren                   |                                                     |
| Dědová                         | Čechy            | Chrudim             | Diedowa                         |                                                     |
| Dědovice                       | Čechy            | Písek               | Diedowitz                       |                                                     |
| Defurovy Lažany                | Čechy            | Klatovy             | Laschar-Desfours                |                                                     |
| Dehtáry                        | Čechy            | Liberec             | Dechtar                         |                                                     |
| Dehtáry                        | Čechy            | Praha-východ        | Dechtar                         |                                                     |
| Dehtáře                        | Čechy            | České Budějovice    | Dechtern                        |                                                     |
| Dehtáře                        | Čechy            | Pelhřimov           | Deschtar                        |                                                     |
| Dehtín                         | Čechy            | Klatovy             | Dechtin                         |                                                     |
| Děhylov                        | Slezsko          | Opava               | Dielhau                         |                                                     |
| Dejvice                        | Čechy            | hl. m. Praha        | Dejwitz Dewitz                  |                                                     |
| Děkančice                      | Čechy            | Pelhřimov           | Diekanschitz                    |                                                     |
| Děkanovice                     | Čechy            | Pelhřimov           | Diekanowitz                     |                                                     |
| Děkanské Skaliny               | Čechy            | Český Krumlov       | Dechant Gallein                 |                                                     |
| Děkov                          | Čechy            | Rakovník            | Dekau                           |                                                     |
| Děkovka                        | Čechy            | Litoměřice          | Diakowa                         |                                                     |
| Denětice                       | Čechy            | Chomutov            | Tenetitz                        |                                                     |
| Děpoltice                      | Čechy            | Klatovy             | Depoldowitz                     |                                                     |
| Děpoltovice                    | Čechy            | Karlovy Vary        | Tüppelsgrün                     |                                                     |
| Derflice                       | Morava           | Znojmo              | Döflitz                         |                                                     |
| Derflík                        | Morava           | Svitavy             | Dörfles                         | dřívější název nynější obce Víska u Jevíčka         |
| Děrné                          | Morava a Slezsko | Nový Jičín          | Tyrn                            |                                                     |
| Desná                          | Čechy            | Jablonec nad Nisou  | Dessendorf                      |                                                     |
| Desná                          | Čechy            | Svitavy             | Deschna                         |                                                     |
| Dešenice                       | Čechy            | Klatovy             | Deschenitz                      |                                                     |
| Dešná                          | Čechy            | Jindřichův Hradec   | Döschen                         |                                                     |
| Dešná                          | Morava           | Zlín                | Deschna                         |                                                     |
| Deštná                         | Morava           | Blansko             | Deschna                         |                                                     |
| Deštná                         | Čechy            | Česká Lípa          | Töschen                         |                                                     |
| Deštná                         | Čechy            | Jindřichův Hradec   | Deschna                         |                                                     |
| Deštné                         | Slezsko          | Opava               | Deschney Dorfteschen            | (původně součást tzv. Moravských enkláv ve Slezsku) |
| Deštnice                       | Čechy            | Louny               | Teschnitz                       |                                                     |
| Dětenice                       | Čechy            | Jičín               | Jetteniz                        |                                                     |
| Dětkovice                      | Morava           | Prostějov           | Dietkowitz                      | u Ludmírova                                         |
| Dětkovice                      | Morava           | Prostějov           | Dietkowitz                      | u Prostějova                                        |
| Dětkovice                      | Morava           | Vyškov              | Dietkowitz                      |                                                     |
| Dětmarovice                    | Slezsko          | Karviná             | Dittmannsdorf                   |                                                     |
| Dětřichov                      | Čechy            | Liberec             | Dittersbach                     |                                                     |
| Dětřichov                      | Čechy            | Svitavy             | Dittersdorf                     |                                                     |
| Dětřichov                      | Slezsko          | Jeseník             | Dittershof                      |                                                     |
| Dětřichov nad Bystřicí         | Morava           | Bruntál             | Dittersdorf                     |                                                     |
| Dětřichov u Moravské Třebové   | Morava           | Svitavy             | Dittersdorf                     |                                                     |
| Dětřichovice                   | Slezsko          | Bruntál             | Dittersdorf                     |                                                     |
| Dílce                          | Čechy            | Jičín               | Diletz                          |                                                     |
| Dírná                          | Čechy            | Tábor               | Dirna                           |                                                     |
| Diváky                         | Morava           | Břeclav             | Diwaks                          |                                                     |
| Dívčí Hrad                     | Slezsko          | Bruntál             | Maidelberg                      | (původně součást tzv. Moravských enkláv ve Slezsku) |
| Dívčí Kopy                     | Čechy            | Jindřichův Hradec   | Ditschkop                       |                                                     |
| Dívčice                        | Čechy            | České Budějovice    | Diwtschitz                      |                                                     |
| Divec                          | Čechy            | Hradec Králové      | Diwetz                          |                                                     |
| Divice                         | Čechy            | Louny               | Diwitz                          |                                                     |
| Divišov                        | Čechy            | Benešov             | Diwischau                       |                                                     |
| Divišov                        | Čechy            | Klatovy             | Diwischow                       |                                                     |
| Divišov                        | Morava           | Žďár nad Sázavou    | Diwischau                       |                                                     |
| Divišovice                     | Čechy            | Klatovy             | Diwischow                       |                                                     |
| Divišovice                     | Čechy            | Příbram             | Diwischowitz                    |                                                     |
| Divnice                        | Morava           | Zlín                | Diwnitz                         |                                                     |
| Divoky                         | Morava           | Kroměříž            | Diwok                           |                                                     |
| Dlažkovice                     | Čechy            | Litoměřice          | Dlazkowitz                      |                                                     |
| Dlažov                         | Čechy            | Klatovy             | Glosau                          |                                                     |
| Dlouhá                         | Čechy            | Český Krumlov       | Dluhe                           |                                                     |
| Dlouhá Brtnice                 | Morava           | Jihlava             | Langpirnitz                     |                                                     |
| Dlouhá Lhota                   | Čechy            | Benešov             | Langen Lhota                    |                                                     |
| Dlouhá Lhota                   | Morava           | Blansko             | Lang Lhota                      |                                                     |
| Dlouhá Lhota                   | Čechy            | Mladá Boleslav      | Lang Lhota                      |                                                     |
| Dlouhá Lhota                   | Čechy            | Příbram             | Lang Lhota                      |                                                     |
| Dlouhá Lhota                   | Čechy            | Tábor               | Lang Lhota                      |                                                     |
| Dlouhá Lomnice                 | Čechy            | Karlovy Vary        | Langlammitz                     |                                                     |
| Dlouhá Loučka                  | Morava           | Svitavy             | Langenlutschr                   |                                                     |
| Dlouhá Louka                   | Čechy            | Plzeň-jih           | Langwiesen                      |                                                     |
| Dlouhá Louka                   | Čechy            | Rychnov nad Kněžnou | Langwiesen                      |                                                     |
| Dlouhá Stráň                   | Slezsko          | Bruntál             | Langenberg                      |                                                     |
| Dlouhá Stropnice               | Čechy            | České Budějovice    | Lang Strobnitz                  |                                                     |
| Dlouhá Třebová                 | Čechy            | Ústí nad Orlicí     | Langentriebe                    |                                                     |
| Dlouhá Ves                     | Slezsko          | Bruntál             | Langendorf                      |                                                     |
| Dlouhá Ves                     | Čechy            | Havlíčkův Brod      | Langendorf                      |                                                     |
| Dlouhá Ves                     | Morava           | Prostějov           | Langendorf                      |                                                     |
| Dlouhá Ves                     | Čechy            | Rychnov nad Kněžnou | Langendorf                      |                                                     |
| Dlouhá Ves                     | Čechy            | Strakonice          | Langendorf                      |                                                     |
| Dlouhá Voda                    | Slezsko          | Bruntál             | Langwasser                      |                                                     |
| Dlouhé                         | Čechy            | Náchod              | Langenau                        |                                                     |
| Dlouhé                         | Morava           | Žďár nad Sázavou    | Dlouha                          |                                                     |
| Dlouhé Dvory                   | Čechy            | Hradec Králové      | Langenhof                       |                                                     |
| Dlouhé Hradiště                | Čechy            | Tachov              | Langen Radisch                  |                                                     |
| Dlouhé Pole                    | Čechy            | Benešov             | Langenfeld                      |                                                     |
| Dlouhoňovice                   | Čechy            | Ústí nad Orlicí     | Langenschlag                    |                                                     |
| Dlouhopolsko                   | Čechy            | Nymburk             | Langpolen                       |                                                     |
| Dlouhý                         | Čechy            | Havlíčkův Brod      | Dlouhe                          |                                                     |
| Dlouhý                         | Čechy            | Semily              | Dlouhy                          |                                                     |
| Dlouhý Důl                     | Čechy            | Děčín               | Langengrund                     |                                                     |
| Dlouhý Most                    | Čechy            | Liberec             | Langenbruck                     |                                                     |
| Dlouhý Újezd                   | Čechy            | Tachov              | Langendörflas                   |                                                     |
| Dluhonice                      | Morava           | Přerov              | Dluhonitz                       |                                                     |
| Dluhoště                       | Čechy            | Český Krumlov       | Ottenschlag                     |                                                     |
| Dmýštice                       | Čechy            | Písek               | Dmischtitz                      |                                                     |
| Dneboh                         | Čechy            | Mladá Boleslav      | Dneboch                         |                                                     |
| Dnešice                        | Čechy            | Plzeň-jih           | Dneschitz                       |                                                     |
| Dobechov                       | Čechy            | Český Krumlov       | Dobichau                        |                                                     |
| Dobelice                       | Morava           | Znojmo              | Dobelitz                        |                                                     |
| Dobeš                          | Čechy            | Jičín               | Dobesch                         |                                                     |
| Dobešice                       | Čechy            | Písek               | Dobeschitz                      | u Kluk                                              |
| Dobešice                       | Čechy            | Písek               | Dobeschitz                      | osada města Písek                                   |
| Dobešov                        | Morava           | Nový Jičín          | Dobischwald                     |                                                     |
| Dobešov                        | Čechy            | Pelhřimov           | Dobeschau                       |                                                     |
| Dobešovice                     | Čechy            | Kolín               | Dobeschowitz                    | osada městyse Červené Pečky                         |
| Dobev                          | Čechy            | Písek               | Dobew                           |                                                     |
| Dobkov                         | Čechy            | Havlíčkův Brod      | Dobkau                          |                                                     |
| Dobkovice                      | Čechy            | Děčín               | Topkowitz                       |                                                     |
| Dobrá                          | Slezsko          | Frýdek-Místek       | Dobrau                          |                                                     |
| Dobrá                          | Čechy            | Havlíčkův Brod      | Dobra                           |                                                     |
| Dobrá Voda                     | Čechy            | Havlíčkův Brod      | Gutwasser                       | u Jedlé                                             |
| Dobrá Voda                     | Čechy            | Havlíčkův Brod      | Guttenbrunn                     | u Malčína                                           |
| Dobrá Voda                     | Morava           | Jihlava             | Gutwasser                       |                                                     |
| Dobrá Voda                     | Čechy            | Jindřichův Hradec   | Gutenbrunn                      |                                                     |
| Dobrá Voda                     | Čechy            | Klatovy             | Gutwasser                       |                                                     |
| Dobrá Voda                     | Čechy            | Mladá Boleslav      | Gutenbrunn                      |                                                     |
| Dobrá Voda                     | Čechy            | Pelhřimov           | Gutwasser                       |                                                     |
| Dobrá Voda                     | Čechy            | Písek               | Gutwasser                       |                                                     |
| Dobrá Voda                     | Čechy            | Příbram             | Gutwasser                       |                                                     |
| Dobrá Voda                     | Čechy            | Ústí nad Orlicí     | Gutwasser                       |                                                     |
| Dobrá Voda                     | Morava           | Žďár nad Sázavou    | Gutwasser                       |                                                     |
| Dobrá Voda Lipnická            | Čechy            | Havlíčkův Brod      | Gutwasser bei Lipnitz           |                                                     |
| Dobrá Voda u Českých Budějovic | Čechy            | České Budějovice    | Gutwasser                       |                                                     |
| Dobrá Voda u Pacova            | Čechy            | Pelhřimov           | Gutwasser                       |                                                     |
| Dobranov                       | Čechy            | Česká Lípa          | Dobern                          |                                                     |
| Dobrčice                       | Čechy            | Most                | Dobschitz                       |                                                     |
| Dobrčice                       | Morava           | Přerov              | Dobertschitz                    |                                                     |
| Dobré                          | Čechy            | Rychnov nad Kněžnou | Wohlau                          |                                                     |
| Dobré Pole                     | Morava           | Břeclav             | Guttenfeld                      |                                                     |
| Dobré Pole                     | Čechy            | Kolín               | Gutenfeld                       |                                                     |
| Dobrkov                        | Čechy            | České Budějovice    | Doberkau                        | osada obce Dobrkovská Lhotka                        |
| Dobrkov                        | Čechy            | Chrudim             | Doberkau                        |                                                     |
| Dobrkovice                     | Morava           | Zlín                | Doberkowitz                     |                                                     |
| Dobrná                         | Čechy            | Děčín               | Hoch Dobern                     |                                                     |
| Dobrnice                       | Čechy            | Havlíčkův Brod      | Dobernitz                       |                                                     |
| Dobročkov                      | Čechy            | Prachatice          | Dobusch                         |                                                     |
| Dobročkovice                   | Morava           | Vyškov              | Dobrotschkowitz                 |                                                     |
| Dobročovice                    | Čechy            | Praha-východ        | Dobrotschowitz                  |                                                     |
| Dobrohostov                    | Čechy            | Havlíčkův Brod      | Schechlenz                      |                                                     |
| Dobrohošť                      | Morava           | Jindřichův Hradec   | Dobrohoscht                     |                                                     |
| Dobrohošť                      | Čechy            | Příbram             | Dobrohoscht                     |                                                     |
| Dobrochov                      | Morava           | Prostějov           | Dobrochau                       |                                                     |
| Dobroměřice                    | Čechy            | Louny               | Dobromierschitz                 |                                                     |
| Dobromilice                    | Morava           | Prostějov           | Dobromielitz                    |                                                     |
| Dobronice                      | Morava           | Znojmo              | Dobronitz                       |                                                     |
| Dobronice u Bechyně            | Čechy            | Tábor               | Dobronitz                       |                                                     |
| Dobronice u Chýnova            | Čechy            | Tábor               | Dobronitz                       |                                                     |
| Dobronín                       | Čechy            | Jihlava             | Dobrenz                         |                                                     |
| Dobroslavice                   | Slezsko          | Opava               | Dobroslawitz                    |                                                     |
| Dobrošov                       | Čechy            | Náchod              | Dobroschau                      |                                                     |
| Dobrošov                       | Čechy            | Písek               | Dobroschau                      |                                                     |
| Dobrošovice                    | Čechy            | Příbram             | Dobroschowitz                   |                                                     |
| Dobrotice                      | Čechy            | Klatovy             | Dobrotitz                       |                                                     |
| Dobrotice                      | Morava           | Kroměříž            | Dobrotitz                       |                                                     |
| Dobrotín                       | Čechy            | Jindřichův Hradec   | Dobroten                        |                                                     |
| Dobroutov                      | Čechy            | Jihlava             | Dobrikau                        | dříve též Dobroukov                                 |
| Dobrovice                      | Čechy            | Mladá Boleslav      | Dobrowitz                       |                                                     |
| Dobrovítov                     | Čechy            | Kutná Hora          | Dobrowitow                      |                                                     |
| Dobrovítova Lhota              | Čechy            | Havlíčkův Brod      | Dobrowit Lhota                  |                                                     |
| Dobrovíz                       | Čechy            | Praha-západ         | Dobrowis                        |                                                     |
| Dobrš                          | Čechy            | Strakonice          | Dobersch                        |                                                     |
| Dobršín                        | Čechy            | Klatovy             | Doberschin                      |                                                     |
| Dobruška                       | Čechy            | Rychnov nad Kněžnou | Gutenfeld                       |                                                     |
| Dobřany                        | Čechy            | Rychnov nad Kněžnou | Dobschan                        |                                                     |
| Dobřečov                       | Morava           | Bruntál             | Doberseik                       |                                                     |
| Dobřejice                      | Čechy            | Tábor               | Dobschejitz                     |                                                     |
| Dobřejovice                    | Čechy            | České Budějovice    | Dobschejowitz                   |                                                     |
| Dobřejovice                    | Čechy            | Praha-východ        | Manderscheid                    |                                                     |
| Dobřemilice                    | Čechy            | Klatovy             | Melten                          |                                                     |
| Dobřemilice                    | Čechy            | Písek               | Dobremilitz                     |                                                     |
| Dobřeň                         | Čechy            | Kutná Hora          | Dobrein                         |                                                     |
| Dobřenec                       | Čechy            | Chomutov            | Dobrenz                         |                                                     |
| Dobřenice                      | Čechy            | Hradec Králové      | Dobschenitz                     |                                                     |
| Dobříč                         | Čechy            | Plzeň-sever         | Dobschitsch                     |                                                     |
| Dobříč                         | Čechy            | Praha-západ         | Dobritsch                       |                                                     |
| Dobříčany                      | Čechy            | Louny               | Dobritschan                     |                                                     |
| Dobříčkov                      | Čechy            | Benešov             | Dobritschkau                    |                                                     |
| Dobřichov                      | Čechy            | Kolín               | Dobschichow                     |                                                     |
| Dobřichovice                   | Čechy            | Praha-západ         | Dobschichowitz                  |                                                     |
| Dobříkov                       | Čechy            | Domažlice           | Dobschikau                      |                                                     |
| Dobříkov                       | Čechy            | Ústí nad Orlicí     | Dobschikau                      |                                                     |
| Dobříkovec                     | Čechy            | Rychnov nad Kněžnou | Dobschikowitz                   |                                                     |
| Dobříň                         | Čechy            | Litoměřice          | Doberschin                      |                                                     |
| Dobřínsko                      | Morava           | Znojmo              | Dobschinsko                     |                                                     |
| Dobříš                         | Čechy            | Příbram             | Dobrisch Doberschisch           |                                                     |
| Dobřív                         | Čechy            | Rokycany            | Dobschiw                        |                                                     |
| Dobšice                        | Čechy            | České Budějovice    | Dobschitz                       |                                                     |
| Dobšice                        | Čechy            | Jičín               | Dobschtiz                       |                                                     |
| Dobšice                        | Čechy            | Nymburk             | Dobschitz                       |                                                     |
| Dobšice                        | Čechy            | Strakonice          | Dobschitz                       |                                                     |
| Dobšice                        | Morava           | Znojmo              | Klein Tesswitz                  |                                                     |
| Dobšín                         | Čechy            | Mladá Boleslav      | Dobschin                        |                                                     |
| Dohalice                       | Čechy            | Domažlice           | Dohalitz                        |                                                     |
| Dohalice                       | Čechy            | Hradec Králové      | Dohalitz                        |                                                     |
| Dohaličky                      | Čechy            | Hradec Králové      | Klein Dohalitz                  | osada vesnice Dohalice                              |
| Dohnalova Lhota                | Čechy            | Příbram             | Dohnal-Lhota                    |                                                     |
| Dojetřice                      | Čechy            | Benešov             | Dojetritz                       |                                                     |
| Doksany                        | Čechy            | Litoměřice          | Doxan                           |                                                     |
| Doksy                          | Čechy            | Česká Lípa          | Hirschberg, Bad Hirschberg      |                                                     |
| Doksy                          | Čechy            | Kladno              | Doges                           |                                                     |
| Dolánky                        | Čechy            | Jičín               | Dolanka                         |                                                     |
| Dolánky                        | Čechy            | Louny               | Dolanka                         |                                                     |
| Dolánky                        | Čechy            | Mladá Boleslav      | Dolanek                         | u Bítouchova                                        |
| Dolánky                        | Čechy            | Mladá Boleslav      | Dolanek                         | u Března                                            |
| Dolánky                        | Morava           | Olomouc             | Göblersdorf                     | dříve česky Geblov, osada vesnice Dolany            |
| Dolánky nad Ohří               | Čechy            | Litoměřice          | Dolanek                         |                                                     |
| Dolánky u Turnova              | Čechy            | Semily              | Dolanka                         |                                                     |
| Dolany                         | Čechy            | Chrudim             | Dollan                          |                                                     |
| Dolany                         | Čechy            | Jičín               | Dolan                           |                                                     |
| Dolany                         | Čechy            | Kladno              | Dollan                          |                                                     |
| Dolany                         | Čechy            | Klatovy             | Dolan                           |                                                     |
| Dolany                         | Čechy            | Kolín               | Dolan                           |                                                     |
| Dolany                         | Čechy            | Mělník              | Dolan                           |                                                     |
| Dolany                         | Čechy            | Náchod              | Dolan                           |                                                     |
| Dolany                         | Morava           | Olomouc             | Dolein, Dollein                 |                                                     |
| Dolany                         | Čechy            | Pardubice           | Dollan                          |                                                     |
| Dolany                         | Čechy            | Plzeň-sever         | Dollana, Dollan                 |                                                     |
| Dolany                         | Čechy            | Prachatice          | Dollan                          |                                                     |
| Dolce                          | Čechy            | Plzeň-jih           | Dolzen                          |                                                     |
| Doleček                        | Čechy            | Liberec             | Doletschek                      |                                                     |
| Dolejší Hůrky                  | Čechy            | Louny               | Horka                           |                                                     |
| Dolejší Krušec                 | Čechy            | Klatovy             | Unter Körnsalz                  |                                                     |
| Dolenice                       | Morava           | Znojmo              | Tullnitz                        |                                                     |
| Dolín                          | Čechy            | Kladno              | Dollin                          |                                                     |
| Dolina                         | Čechy            | Děčín               | Franzthal                       |                                                     |
| Dolínek                        | Čechy            | Praha-východ        | Dolinek                         |                                                     |
| Dolívka                        | Čechy            | Chrudim             | Doliwka                         |                                                     |
| Dolní Albeřice                 | Čechy            | Trutnov             | Nieder Albendorf                |                                                     |
| Dolní Babákov                  | Čechy            | Chrudim             | Unter Babakow                   |                                                     |
| Dolní Bečva                    | Morava           | Vsetín              | Unter Betschwa                  |                                                     |
| Dolní Bělá                     | Čechy            | Plzeň-sever         | Unter Biela                     |                                                     |
| Dolní Benešov                  | Slezsko          | Opava               | Beneschau                       |                                                     |
| Dolní Beřkovice                | Čechy            | Mělník              | Unter Berschkowitz              |                                                     |
| Dolní Bezděkov                 | Čechy            | Chrudim             | Besdiekau                       | dříve jen Bezděkov                                  |
| Dolní Bezděkov                 | Čechy            | Kladno              | Unter Besdiekau                 |                                                     |
| Dolní Bobrová                  | Morava           | Žďár nad Sázavou    | Unter Bobrau                    | část městysu Bobrová                                |
| Dolní Bohušice                 | Čechy            | Havlíčkův Brod      | Unter Bauschitz                 | osada obce Světlá nad Sázavou                       |
| Dolní Bojanovice               | Morava           | Hodonín             | Unter Bojanowitz                |                                                     |
| Dolní Borek                    | Čechy            | Benešov             | Unter Borek                     |                                                     |
| Dolní Bory                     | Morava           | Žďár nad Sázavou    | Unter Bory                      |                                                     |
| Dolní Boříkovice               | Čechy            | Ústí nad Orlicí     | Nieder Ullersdorf               |                                                     |
| Dolní Bousov                   | Čechy            | Mladá Boleslav      | Nieder Bausow                   |                                                     |
| Dolní Bradlo                   | Čechy            | Chrudim             | Unter Bradlo                    |                                                     |
| Dolní Branná                   | Čechy            | Trutnov             | Hennersdorf                     |                                                     |
| Dolní Brusnice                 | Čechy            | Trutnov             | Nieder Prausnitz                |                                                     |
| Dolní Březinka                 | Čechy            | Havlíčkův Brod      | Unter Bschesinka                |                                                     |
| Dolní Březky                   | Čechy            | Praha-východ        | Bschesek                        | osada vesnice Kostelec u Křížků                     |
| Dolní Břežany                  | Čechy            | Praha-západ         | Unter Breschan                  |                                                     |
| Dolní Bučice                   | Čechy            | Kutná Hora          | Unter Butschitz                 |                                                     |
| Dolní Bukovina                 | Čechy            | Mladá Boleslav      | Unter Bukowin                   |                                                     |
| Dolní Bukovsko                 | Čechy            | České Budějovice    | Unter Bukowsko                  |                                                     |
| Dolní Cazov                    | Čechy            | Prachatice          | Unter Zassau                    |                                                     |
| Dolní Cerekev                  | Čechy            | Jihlava             | Unter Zerekwe                   |                                                     |
| Dolní Cetno                    | Čechy            | Mladá Boleslav      | Unter Zetno                     |                                                     |
| Dolní Čepí                     | Morava           | Žďár nad Sázavou    | Untertschep                     |                                                     |
| Dolní Čermná                   | Čechy            | Ústí nad Orlicí     | Niedertscherma                  |                                                     |
| Dolní Černilov                 | Čechy            | Hradec Králové      | Unter Tschernilow               |                                                     |
| Dolní Černošice                | Čechy            | hl. m. Praha        | Unter Tschernoschitz            | osada vesnice Lipence, části města Prahy            |
| Dolní Černůtky                 | Čechy            | Jičín               | Nieder Tschernutek              |                                                     |
| Dolní Červená Voda             | Slezsko          | Jeseník             | Nieder Rothwasser               |                                                     |
| Dolní Dehtov                   | Čechy            | Trutnov             | Unter Teerhof                   |                                                     |
| Dolní Dlužiny                  | Čechy            | Havlíčkův Brod      | Unter Dluschin                  |                                                     |
| Dolní Dobrá Voda               | Čechy            | Jičín               | Unter Gutwasser                 |                                                     |
| Dolní Dobrouč                  | Čechy            | Ústí nad Orlicí     | Liebenthal                      |                                                     |
| Dolní Dobřejov                 | Čechy            | Benešov             | Unter Dobschejow                |                                                     |
| Dolní Dolce                    | Čechy            | Náchod              | Nieder Dolzen                   |                                                     |
| Dolní Domaslavice              | Slezsko          | Frýdek-Místek       | Nieder Domaslowitz              |                                                     |
| Dolní Dubňany                  | Morava           | Znojmo              | Unter Dubnian                   |                                                     |
| Dolní Dunajovice               | Morava           | Břeclav             | Unter Tannowitz                 |                                                     |
| Dolní Dvorce                   | Morava           | Jihlava             | Unter Höfen                     |                                                     |
| Dolní Dvořiště                 | Čechy            | Český Krumlov       | Unterhaid                       |                                                     |
| Dolní Dvory                    | Čechy            | Cheb                | Unter Maierhöfen                |                                                     |
| Dolní Dvůr                     | Čechy            | Trutnov             | Niederhof                       |                                                     |
| Dolní Dvůr                     | Čechy            | Ústí nad Orlicí     | Niederdorf                      | osada vesnice Helvíkovice                           |
| Dolní Falknov                  | Čechy            | Děčín               | Nieder Falkenau                 |                                                     |
| Dolní Halže                    | Čechy            | Chomutov            | Unter Hals                      |                                                     |
| Dolní Hamry                    | Morava           | Žďár nad Sázavou    | Figlhammer                      | osada obce Hamry nad Sázavou                        |
| Dolní Hanychov                 | Čechy            | Liberec             | Nieder Hanichen                 |                                                     |
| Dolní Hbity                    | Čechy            | Příbram             | Unter Chbit                     |                                                     |
| Dolní Hedeč                    | Čechy            | Ústí nad Orlicí     | Nieder Heidisch                 |                                                     |
| Dolní Heršpice                 | Morava           | Brno-město          | Unter Gerspitz                  |                                                     |
| Dolní Heřmanice                | Morava           | Žďár nad Sázavou    | Unter Herschmanitz              |                                                     |
| Dolní Holetín                  | Čechy            | Chrudim             | Unter Holetin                   |                                                     |
| Dolní Hořice                   | Čechy            | Tábor               | Unter Horschitz                 |                                                     |
| Dolní Houžovec                 | Čechy            | Ústí nad Orlicí     | Seibersdorf                     |                                                     |
| Donlí Hradiště                 | Čechy            | Plzeň-sever         | Unter Radisch                   |                                                     |
| Dolní Hrachovice               | Čechy            | Tábor               | Unter Hrachowitz                |                                                     |
| Dolní Hutě                     | Čechy            | Jihlava             | Unter Glashütten                | osada Hutí u Cejle                                  |
| Dolní Chabry                   | Čechy            | hl. m. Praha        | Unter Habern                    |                                                     |
| Dolní Chobolice                | Čechy            | Litoměřice          | Nieder Koblitz                  |                                                     |
| Dolní Chrastava                | Čechy            | Liberec             | Unter Kratzau                   |                                                     |
| Dolní Chrášťany                | Čechy            | Prachatice          | Unter Groschum                  |                                                     |
| Dolní Chřibská                 | Čechy            | Děčín               | Nieder Kreibitz                 |                                                     |
| Dolní Chvatliny                | Čechy            | Kolín               | Unter Chwatlin                  |                                                     |
| Dolní Jablonná                 | Čechy            | Havlíčkův Brod      | Deutsch Gablenz                 | dříve Německá Jablonná                              |
| Dolní Jadruž                   | Čechy            | Tachov              | Unter Godrisch                  |                                                     |
| Dolní Jamné                    | Čechy            | Plzeň-sever         | Unter Jamny                     |                                                     |
| Dolní Javoří                   | Čechy            | Jičín               | Nieder Jaworsch                 |                                                     |
| Dolní Jelčany                  | Čechy            | Kolín               | Unter Jeltschan                 | osada vesnice Horní Jelčany                         |
| Dolní Jelení                   | Čechy            | Pardubice           | Untterjellen                    |                                                     |
| Dolní Jirčany                  | Čechy            | Praha-západ         | Unter Jirtschan                 |                                                     |
| Dolní Jiřetín                  | Čechy            | Most                | Nieder Georgenthal              |                                                     |
| Dolní Kalná                    | Čechy            | Trutnov             | Nieder Kalna                    |                                                     |
| Dolní Kamenice                 | Čechy            | Děčín               | Nieder Kamnitz                  |                                                     |
| Dolní Kamenice                 | Čechy            | Domažlice           | Unter Kamenzen                  |                                                     |
| Dolní Kamenice                 | Čechy            | Kladno              | Unter Kamnitz                   |                                                     |
| Dolní Kněžeklady               | Čechy            | České Budějovice    | Unter Kniescheklad              |                                                     |
| Dolní Kounice                  | Morava           | Brno-venkov         | Kanitz                          |                                                     |
| Dolní Kouty                    | Čechy            | Tábor               | Unter Kaut                      |                                                     |
| Dolní Kožlí                    | Čechy            | Prachatice          | Unter Kosli                     |                                                     |
| Dolní Kralovice                | Čechy            | Benešov             | Unter Kralowitz                 | přemístěná obec                                     |
| Dolní Kramolín                 | Čechy            | Tachov              | Unter Gramling                  |                                                     |
| Dolní Krupá                    | Čechy            | Havlíčkův Brod      | Unter Kraupen                   |                                                     |
| Dolní Krupá                    | Čechy            | Mladá Boleslav      | Nieder Krupai                   |                                                     |
| Dolní Kruty                    | Čechy            | Kolín               | Unter Krut                      |                                                     |
| Dolní Křečany                  | Čechy            | Děčín               | Nieder Ehrenberg                |                                                     |
| Dolní Křeslice                 | Čechy            | hl. m. Praha        | Unter Kscheslitz                | osada Křeslic, části města Prahy                    |
| Dolní Kšely                    | Čechy            | Kolín               | Unter Kschell                   | osada vesnice Kšely                                 |
| Dolní Lánov                    | Čechy            | Trutnov             | Nieder Langenau                 |                                                     |
| Dolní Láz                      | Čechy            | Příbram             | Unter Laas                      | osada vesnice Láz                                   |
| Dolní Lažany                   | Čechy            | Cheb                | Unter Losau                     |                                                     |
| Dolní Lažany                   | Morava           | Třebíč              | Unter Laschan                   |                                                     |
| Dolní Lhota                    | Čechy            | Benešov             | Unter Lhota                     |                                                     |
| Dolní Lhota                    | Morava           | Blansko             | Unter Lhota                     |                                                     |
| Dolní Lhota                    | Čechy            | Jindřichův Hradec   | Nieder Schlagles                |                                                     |
| Dolní Lhota                    | Čechy            | Klatovy             | Unter Lhota                     |                                                     |
| Dolní Lhota                    | Čechy            | Svitavy             | Unter Lhota                     |                                                     |
| Dolní Lhota                    | Morava           | Zlín                | Unter Lhotta                    |                                                     |
| Dolní Lhotka                   | Čechy            | Havlíčkův Brod      | Unter Lhotka                    |                                                     |
| Dolní Libchava                 | Čechy            | Česká Lípa          | Nieder Liebich                  |                                                     |
| Dolní Libchavy                 | Čechy            | Ústí nad Orlicí     | Nieder Lichwe                   |                                                     |
| Dolní Liboc                    | Čechy            | hl. m. Praha        | Unter Libotz                    |                                                     |
| Dolní Libochová                | Morava           | Žďár nad Sázavou    | Unter Libochau                  |                                                     |
| Dolní Lipka                    | Čechy            | Ústí nad Orlicí     | Nieder Lipka                    |                                                     |
| Dolní Lipová                   | Slezsko          | Jeseník             | Nieder Lindewiese               | do roku 1960 název nynější obce Lipová-lázně        |
| Dolní Líšnice                  | Čechy            | Příbram             | Unter Lischnitz                 |                                                     |
| Dolní Litvínov                 | Čechy            | Most                | Nieder Leutensdorf              |                                                     |
| Dolní Lochov                   | Čechy            | Jičín               | Unter Lochow                    |                                                     |
| Dolní Lomany                   | Čechy            | Cheb                | Unter Lohma                     |                                                     |
| Dolní Lomnice                  | Čechy            | Praha-východ        | Unter Lomitz                    |                                                     |
| Dolní Loučky                   | Morava           | Brno-venkov         | Unter Loutschka                 |                                                     |
| Dolní Lukavice                 | Čechy            | Plzeň-jih           | Unterlukawitz, Unter Lukawitz   |                                                     |
| Dolní Lutyně                   | Slezsko          | Karviná             | Deutsch Leuthen                 |                                                     |
| Dolní Lysečiny                 | Čechy            | Trutnov             | Nieder Kolbendorf               |                                                     |
| Dolní Malá Úpa                 | Čechy            | Trutnov             | Nieder Kleinaupa                |                                                     |
| Dolní Maxov                    | Čechy            | Jablonec nad Nisou  | Unter Maxdorf                   |                                                     |
| Dolní Měcholupy                | Čechy            | hl. m. Praha        | Unter Miecholup                 |                                                     |
| Dolní Město                    | Čechy            | Havlíčkův Brod      | Unterstadt                      |                                                     |
| Dolní Metelsko                 | Čechy            | Domažlice           | Unter Medelzen                  |                                                     |
| Dolní Mezihoří                 | Čechy            | Jičín               | Mesihorsch 1. Teil              | dříve též Mezihoří 1. díl                           |
| Dolní Miletín                  | Čechy            | České Budějovice    | Unter Miletin                   |                                                     |
| Dolní Mokropsy                 | Čechy            | Praha-západ         | Unter Mokropes                  | osada města Černošice                               |
| Dolní Morava                   | Čechy a Morava   | Ústí nad Orlicí     | Nieder Mohrau                   |                                                     |
| Dolní Moravice                 | Morava           | Bruntál             | Nieder Mohrau                   |                                                     |
| Dolní Nakvasovice              | Čechy            | Prachatice          | Unter Nakwasowitz               |                                                     |
| Dolní Němčí                    | Morava           | Uherské Hradiště    | Unter Niemtsch                  |                                                     |
| Dolní Němčice                  | Morava           | Jindřichův Hradec   | Unter Niemtschitz               |                                                     |
| Dolní Nemojov                  | Čechy            | Trutnov             | Nieder Nemaus                   |                                                     |
| Dolní Nerestce                 | Čechy            | Písek               | Unter Neresetz                  |                                                     |
| Dolní Nětčice                  | Morava           | Přerov              | Unter Netschitz                 |                                                     |
| Dolní Nezdice                  | Čechy            | Plzeň-jih           | Unter Nesditz                   | osada obce Nezdice                                  |
| Dolní Nezly                    | Čechy            | Litoměřice          | Nieder Nösel                    |                                                     |
| Dolní Nová Ves                 | Čechy            | Jičín               | Nieder Neudorf                  |                                                     |
| Dolní Novosedly                | Čechy            | Písek               | Unter Neusattel                 |                                                     |
| Dolní Oldřichov                | Čechy            | Děčín               | Nieder Ullgersdorf              |                                                     |
| Dolní Olešná                   | Morava           | Šumperk             | Nieder Ullischen                |                                                     |
| Dolní Olešnice                 | Čechy            | Trutnov             | Nieder Oels                     |                                                     |
| Dolní Orlice                   | Čechy            | Ústí nad Orlicí     | Nieder Erlitz                   |                                                     |
| Dolní Ostrovec                 | Čechy            | Písek               | Unter Wostrowetz                |                                                     |
| Dolní Otaslavice               | Morava           | Prostějov           | Unter Ottaslawitz               | osada vesnice Otaslavice                            |
| Dolní Paseka                   | Čechy            | Havlíčkův Brod      | Unter Paseka                    |                                                     |
| Dolní Paseky                   | Čechy            | Cheb                | Niederreuth                     |                                                     |
| Dolní Pěna                     | Čechy            | Jindřichův Hradec   | Nieder Baumgarten               |                                                     |
| Dolní Pertoltice               | Čechy            | Liberec             | Nieder Berzdorf                 |                                                     |
| Dolní Pláně                    | Čechy            | Český Krumlov       | Unter Plandles                  |                                                     |
| Dolní Ples t. Vodní Ples       | Čechy            | Náchod              | Unter Ples                      |                                                     |
| Dolní Plezom                   | Čechy            | Tachov              | Unter Plesau                    |                                                     |
| Dolní Počátky                  | Čechy            | Chrudim             | Unter Potschatek                | část vesnice Počátky u Seče                         |
| Dolní Počernice                | Čechy            | hl. m. Praha        | Dobrowis                        |                                                     |
| Dolní Podhájí                  | Čechy            | Benešov             | Unter Podhaj                    |                                                     |
| Dolní Podluží                  | Čechy            | Děčín               | Nieder Grund                    |                                                     |
| Dolní Pohleď                   | Čechy            | Kutná Hora          | Pochled                         | dříve jen Pohleď                                    |
| Dolní Police                   | Čechy            | Česká Lípa          | Nieder Politz                   |                                                     |
| Dolní Polubný                  | Čechy            | Jablonec nad Nisou  | Unterpolaun                     |                                                     |
| Dolní Poříčí                   | Morava           | Blansko             | Unter Porschitsch               |                                                     |
| Dolní Poříčí                   | Čechy            | Strakonice          | Unter Porschitsch               |                                                     |
| Dolní Poustevna                | Čechy            | Děčín               | Nieder Einsiedel                |                                                     |
| Dolní Povelice                 | Slezsko          | Bruntál             | Nieder Paulowitz                | (původně součást tzv. Moravských enkláv ve Slezsku) |
| Dolní Požáry                   | Čechy            | Benešov             | Unter Poschar                   |                                                     |
| Dolní Prosetín                 | Čechy            | Chrudim             | Unter Prosetin                  | osada vesnice Prosetín                              |
| Dolní Prosíčka                 | Čechy            | Havlíčkův Brod      | Unter Prositschka               |                                                     |
| Dolní Prysk                    | Čechy            | Česká Lípa          | Nieder Preschkau                |                                                     |
| Dolní Přím                     | Čechy            | Hradec Králové      | Nieder Prim                     |                                                     |
| Dolní Přívory                  | Čechy            | Mělník              | Unter Pschiwor                  | osada vesnice Přívory                               |
| Dolní Ptice                    | Čechy            | Praha-západ         | Unter Ptitsch                   | osada obce Ptice                                    |
| Dolní Radechová                | Čechy            | Náchod              | Nieder Radechau                 |                                                     |
| Dolní Radslavice               | Morava           | Žďár nad Sázavou    | Unter Ratzlawitz                |                                                     |
| Dolní Rápotice                 | Čechy            | Benešov             | Unter Rapotitz                  |                                                     |
| Dolní Raškovice                | Čechy            | Chrudim             | Unter Raschkowitz               |                                                     |
| Dolní Roblín                   | Čechy            | Beroun              | Unter Roblin                    |                                                     |
| Dolní Ročov                    | Čechy            | Louny               | Unter Rotschau                  | osada městysu Ročov                                 |
| Dolní Rokytá                   | Čechy            | Mladá Boleslav      | Nieder Rokutai                  |                                                     |
| Dolní Rokytňany                | Čechy            | Jičín               | Unter Rokitan                   |                                                     |
| Dolní Rokytnice                | Čechy            | Semily              | Nieder Rochlitz                 |                                                     |
| Dolní Roveň                    | Čechy            | Pardubice           | Unter Rowen                     |                                                     |
| Dolní Rozsíčka                 | Morava           | Žďár nad Sázavou    | Unter Rossitschek               |                                                     |
| Dolní Rožínka                  | Morava           | Žďár nad Sázavou    | Unter Rosinka                   |                                                     |
| Dolní Rybníky                  | Čechy            | Náchod              | Nieder Teich                    | osada vesnice Horní Radechová                       |
| Dolní Rychnov                  | Čechy            | Sokolov             | Unter Reichenau                 |                                                     |
| Dolní Ředice                   | Čechy            | Pardubice           | Nieder Reditz                   |                                                     |
| Dolní Řepčice                  | Čechy            | Litoměřice          | Nieder Repsch                   |                                                     |
| Dolní Římov                    | Čechy            | České Budějovice    | Unter Rimau                     | osada obce Římov u Českých Budějovic                |
| Dolní Sekyřany                 | Čechy            | Plzeň-sever         | Unter Sekeran                   |                                                     |
| Dolní Sklenov                  | Morava           | Frýdek-Místek       | Unter Gläsersdorf               |                                                     |
| Dolní Skrýchov                 | Čechy            | Jindřichův Hradec   | Unter Grieschau                 |                                                     |
| Dolní Slivno                   | Čechy            | Mladá Boleslav      | Unter Sliwno                    |                                                     |
| Dolní Sloupnice                | Čechy            | Svitavy             | Unter Schlaupnitz               |                                                     |
| Dolní Slověnice                | Čechy            | České Budějovice    | Unter Slowenitz                 |                                                     |
| Dolní Smrčné                   | Morava           | Jihlava             | Unterfichten                    |                                                     |
| Dolní Smržov                   | Morava           | Blansko             | Unter Smerschow                 |                                                     |
| Dolní Soběšovice               | Slezsko          | Frýdek-Místek       | Nieder Schöbischowitz           | osada vesnice Soběšovice                            |
| Dolní Sokolovec                | Čechy            | Havlíčkův Brod      | Unter Sokolowetz                |                                                     |
| Dolní Spáleniště               | Čechy            | Rychnov nad Kněžnou | Nieder Brandhufen               | osada vesnice Spáleniště u Dobrušky                 |
| Dolní Stakory                  | Čechy            | Mladá Boleslav      | Unter Stakor                    |                                                     |
| Dolní Staňkov                  | Čechy            | Klatovy             | Unter Stankau                   |                                                     |
| Dolní Staré Buky               | Čechy            | Trutnov             | Nieder Altenbuch                |                                                     |
| Dolní Staré Město              | Čechy            | Trutnov             | Nieder Altstadt                 |                                                     |
| Dolní Stropnice                | Čechy            | České Budějovice    | Stropnitz                       | do 1950 jen Stropnice                               |
| Dolní Studénky                 | Morava           | Šumperk             | Schönbrunn                      |                                                     |
| Dolní Suchá                    | Čechy            | Liberec             | Nieder Berzdorf                 |                                                     |
| Dolní Sukolom                  | Morava           | Olomouc             | Salbnuss                        |                                                     |
| Dolní Světlá                   | Čechy            | Česká Lípa          | Dolní Lichtenwald               |                                                     |
| Dolní Světlá                   | Čechy            | Tábor               | Unter Swietla                   |                                                     |
| Dolní Svince                   | Čechy            | Český Krumlov       | Unter Zwinzen                   |                                                     |
| Dolní Sytová                   | Čechy            | Semily              | Nieder Sittau                   |                                                     |
| Dolní Teplice                  | Čechy            | Náchod              | Unter Wekelsdorf                |                                                     |
| Dolní Těšice                   | Morava           | Přerov              | Unter Tieschitz                 |                                                     |
| Dolní Třebonín                 | Čechy            | Český Krumlov       | Unter Breitenstein              |                                                     |
| Dolní Třešňovec                | Čechy            | Ústí nad Orlicí     | Nieder Johnsdorf                |                                                     |
| Dolní Týnec                    | Čechy            | Litoměřice          | Nieder Tenzel                   |                                                     |
| Dolní Újezd                    | Morava           | Přerov              | Unter Aujest                    |                                                     |
| Dolní Újezd                    | Čechy            | Svitavy             | Unter Aujest                    |                                                     |
| Dolní Ves                      | Čechy            | Chrudim             | Niederndorf                     | zaniklá osada Hoješína u Seči                       |
| Dolní Ves                      | Morava           | Zlin                | Unterdorf                       |                                                     |
| Dolní Vesce                    | Čechy            | České Budějovice    | Unter Wesce                     |                                                     |
| Dolní Vestec                   | Čechy            | Havlíčkův Brod      | Unter Westetz                   |                                                     |
| Dolní Věstonice                | Morava           | Břeclav             | Unter Wisternitz                |                                                     |
| Dolní Věžnice                  | Čechy            | Havlíčkův Brod      | Unter Wesenz                    | osada obce Věžnice                                  |
| Dolní Vilémovice               | Morava           | Třebíč              | Unter Willimowitz               |                                                     |
| Dolní Vilímeč                  | Morava           | Jihlava             | Unter Wilimetsch                |                                                     |
| Dolní Vítkov                   | Čechy            | Liberec             | NiederWittig                    |                                                     |
| Dolní Vlčkovice                | Čechy            | Trutnov             | Nieder Wölsdorf                 |                                                     |
| Dolní Vlence                   | Čechy            | Beroun              | Unter Wlenetz                   |                                                     |
| Dolní Vltavice                 | Čechy            | Český Krumlov       | Unter Moldau                    |                                                     |
| Dolní Vysoké                   | Čechy            | Litoměřice          | Nieder Wessig                   |                                                     |
| Dolní Záhoří                   | Čechy            | Písek               | Unter Sahorsch                  |                                                     |
| Dolní Zimoř                    | Čechy            | Mělník              | Unter Simorsch                  |                                                     |
| Dolní Žandov                   | Čechy            | Cheb                | Unter Sandau                    |                                                     |
| Dolní Žďár                     | Čechy            | Jindřichův Hradec   | Nieder Mühl                     |                                                     |
| Dolní Žďár                     | Čechy            | Trutnov             | Nieder Soor                     |                                                     |
| Dolní Životice                 | Slezsko          | Opava               | Schönstein                      | (původně součást tzv. Moravských enkláv ve Slezsku) |
| Dolní Žlíbek                   | Čechy            | Náchod              | Niedergrund                     | dříve česky Dolní Grunt, osada vesnice Chvalkovice  |
| Doloplazy                      | Čechy            | Benešov             | Doloplas                        |                                                     |
| Doloplazy                      | Morava           | Olomouc             | Doloplas                        |                                                     |
| Doloplazy                      | Morava           | Prostějov           | Doloplas                        |                                                     |
| Dolsko                         | Čechy            | Náchod              | Talgrund                        |                                                     |
| Doly                           | Čechy            | Chrudim             | Doll                            |                                                     |
| Doly                           | Morava           | Olomouc             | Hoffnungstal                    |                                                     |
| Doly                           | Čechy            | Tachov              | Tholl                           |                                                     |
| Domahoř                        | Čechy            | Kutná Hora          | Domhorsch                       |                                                     |
| Domamil                        | Morava           | Třebíč              | Domamühl                        |                                                     |
| Domamyslice                    | Morava           | Prostějov           | Domamislitz                     |                                                     |
| Domamyšl                       | Čechy            | Tábor               | Domamischl                      |                                                     |
| Domanice                       | Čechy            | Chrudim             | Domanitz                        |                                                     |
| Domanice                       | Čechy            | Strakonice          | Domanitz                        |                                                     |
| Domanín                        | Morava           | Hodonín             | Domaning                        |                                                     |
| Domanín                        | Čechy            | Jindřichův Hradec   | Domanin                         |                                                     |
| Domanín                        | Morava           | Žďár nad Sázavou    | Domanin                         |                                                     |
| Domanínek                      | Morava           | Žďár nad Sázavou    | Klein Domanin                   |                                                     |
| Dománovice                     | Čechy            | Kolín               | Domanowitz                      |                                                     |
| Domaslavice                    | Čechy            | Teplice             | Deutzendorf                     |                                                     |
| Domašice                       | Čechy            | Česká Lípa          | Domaschitzl                     |                                                     |
| Domašín                        | Čechy            | Benešov             | Domaschin                       |                                                     |
| Domašín                        | Čechy            | Chomutov            | Tomischan                       |                                                     |
| Domašín                        | Morava           | Jindřichův Hradec   | Domaschin                       |                                                     |
| Domašín                        | Čechy            | Karlovy Vary        | Domaschin                       |                                                     |
| Domašín                        | Čechy            | Rychnov nad Kněžnou | Domaschin                       | u Černíkovic                                        |
| Domašín                        | Čechy            | Rychnov nad Kněžnou | Domaschin                       | u Dobrušky                                          |
| Domašov                        | Morava           | Brno-venkov         | Domaschow                       |                                                     |
| Domašov                        | Slezsko          | Jeseník             | Thomasdorf                      |                                                     |
| Domašov nad Bystřicí           | Morava           | Olomouc             | Domstadtl                       |                                                     |
| Domašov u Šternberka           | Morava           | Olomouc             | Domeschau                       |                                                     |
| Domaželice                     | Morava           | Přerov              | Domaschlitz                     |                                                     |
| Domažlice                      | Čechy            | Domažlice           | Taus                            |                                                     |
| Domažličky                     | Čechy            | Klatovy             | Klein Taus                      |                                                     |
| Domčice                        | Morava           | Znojmo              | Domschitz                       | osada vesnice Horní Dunajovice                      |
| Dominikální Paseky             | Čechy            | Příbram             | Dominikal Passek                |                                                     |
| Domkov                         | Čechy            | Náchod              | Domkau                          | zaniklá ves                                         |
| Domoradice                     | Čechy            | Český Krumlov       | Dumrowitz                       |                                                     |
| Domoradice                     | Čechy            | Ústí nad Orlicí     | Domoraditz                      |                                                     |
| Domoraz                        | Čechy            | Klatovy             | Domoras                         |                                                     |
| Domoslavice                    | Čechy            | Jičín               | Domoslawitz                     |                                                     |
| Domousnice                     | Čechy            | Mladá Boleslav      | Domausnitz                      |                                                     |
| Domoušice                      | Čechy            | Louny               | Domauschitz                     |                                                     |
| Donín                          | Čechy            | Louny               | Donin                           |                                                     |
| Doňov                          | Čechy            | Jindřichův Hradec   | Donow                           |                                                     |
| Doubí                          | Čechy            | Liberec             | Doubi                           |                                                     |
| Doubí                          | Čechy            | Tábor               | Daub                            |                                                     |
| Doubice                        | Čechy            | Děčín               | Daubitz                         |                                                     |
| Doublovičky                    | Čechy            | Příbram             | Doublowitschek                  |                                                     |
| Doubrava                       | Čechy            | České Budějovice    | Groß Doubrawa                   |                                                     |
| Doubrava                       | Čechy            | Cheb                | Grün                            |                                                     |
| Doubrava                       | Čechy            | Jičín               | Doubrawa                        |                                                     |
| Doubrava                       | Čechy            | Mladá Boleslav      | Daubrawa                        |                                                     |
| Doubrava                       | Čechy            | Nymburk             | Franziszidorf                   |                                                     |
| Doubrava                       | Čechy            | Prachatice          | Doubrawa                        |                                                     |
| Doubravany                     | Čechy            | Nymburk             | Doubrawan                       |                                                     |
| Doubravčany                    | Čechy            | Kolín               | Daubrawtschan                   |                                                     |
| Doubravčice                    | Čechy            | Kolín               | Doubrawtschitz                  |                                                     |
| Doubravice                     | Čechy            | České Budějovice    | Daubrawitz                      |                                                     |
| Doubravice                     | Čechy            | Jičín               | Doubrawitz                      |                                                     |
| Doubravice                     | Čechy            | Mladá Boleslav      | Doubrawitz                      |                                                     |
| Doubravice                     | Čechy            | Náchod              | Daubrawitz                      |                                                     |
| Doubravice                     | Čechy            | Pardubice           | Daubrawitz                      |                                                     |
| Doubravice                     | Čechy            | Příbram             | Doubrawitz                      |                                                     |
| Doubravice                     | Čechy            | Semily              | Doubrawitz                      |                                                     |
| Doubravice                     | Čechy            | Strakonice          | Daubrawitz                      |                                                     |
| Doubravice                     | Morava           | Šumperk             | Doubrawitz                      |                                                     |
| Doubravice                     | Čechy            | Trutnov             | Daubrawitz                      |                                                     |
| Doubravice                     | Čechy            | Ústí nad Orlicí     | Daubrawitz                      |                                                     |
| Doubravice 1. díl              | Čechy            | Benešov             | Doubrawitz 1. Teil              |                                                     |
| Doubravice 2. díl              | Čechy            | Benešov             | Doubrawitz 2. Teil              |                                                     |
| Doubravice nad Svitavou        | Morava           | Blansko             | Doubrawitz an der Zwittawa      |                                                     |
| Doubravice u České Skalice     | Čechy            | Náchod              | Daubrawitz bei Böhmisch Skalitz |                                                     |
| Doubravice u Volyně            | Čechy            | Strakonice          | Daubrawitz                      |                                                     |
| Doubravička                    | Čechy            | Mladá Boleslav      | Klein Doubrawitz                |                                                     |
| Doubravka                      | Čechy            | České Budějovice    | Klein Doubrawa                  |                                                     |
| Doubravka                      | Čechy            | Plzeň-město         | Dobraken                        |                                                     |
| Doubravník                     | Morava           | Brno-venkov         | Doubrawnik                      |                                                     |
| Doubravy                       | Morava           | Zlín                | Dubraw                          |                                                     |
| Doudleby                       | Čechy            | České Budějovice    | Teindles                        |                                                     |
| Doudleby nad Orlicí            | Čechy            | Rychnov nad Kněžnou | Daudleb, Daudleb and der Adler  |                                                     |
| Doudlevce                      | Čechy            | Plzeň-město         | Doudlewetz                      |                                                     |
| Doupě                          | Morava           | Jihlava             | Doupie                          |                                                     |
| Doupov                         | Čechy            | Karlovy Vary        | Duppau                          | zaniklá obec ve vojenském újezdu Hradiště           |
| Dožice                         | Čechy            | Plzeň-jih           | Dorschitz                       |                                                     |
| Dráčov                         | Čechy            | Semily              | Dratschow                       |                                                     |
| Drahanovice                    | Morava           | Olomouc             | Drahanowitz                     |                                                     |
| Drahany                        | Morava           | Prostějov           | Drahan                          |                                                     |
| Drahelčice                     | Čechy            | Praha-západ         | Drahelschitz                    |                                                     |
| Drahelice                      | Čechy            | Nymburk             | Drahelitz                       |                                                     |
| Drahenice                      | Čechy            | Příbram             | Drahenitz                       |                                                     |
| Drahenický Málkov              | Čechy            | Strakonice          | Malkau bei Drahenitz            |                                                     |
| Draheničky                     | Čechy            | Písek               | Klein Drahenitz                 |                                                     |
| Drahkov                        | Čechy            | Plzeň-jih           | Darowa                          |                                                     |
| Drahkov                        | Čechy            | Teplice             | Drakowa                         |                                                     |
| Drahlín                        | Čechy            | Příbram             | Drachlin                        |                                                     |
| Drahlov                        | Morava           | Kroměříž            | Dralow                          |                                                     |
| Drahlov                        | Morava           | Olomouc             | Drachlow                        |                                                     |
| Drahlovice                     | Čechy            | Beroun              | Drachlowitz                     |                                                     |
| Drahnětice                     | Čechy            | Tábor               | Drachnietitz                    |                                                     |
| Drahňovice                     | Čechy            | Benešov             | Drachniowitz                    |                                                     |
| Drahobudice                    | Čechy            | Kolín               | Drahobuditz                     |                                                     |
| Drahobuz                       | Čechy            | Litoměřice          | Drahobus                        |                                                     |
| Drahomyšl                      | Čechy            | Louny               | Drahomischl                     |                                                     |
| Drahonice                      | Čechy            | Strakonice          | Drahonitz                       |                                                     |
| Drahonín                       | Morava           | Brno-venkov         | Drahonin                        |                                                     |
| Drahoňov                       | Čechy            | Pelhřimov           | Drahoniow                       |                                                     |
| Drahoňovice                    | Čechy            | Semily              | Drahoniowitz                    |                                                     |
| Drahoňův Újezd                 | Čechy            | Rokycany            | Drahon-Aujest                   |                                                     |
| Drahoraz                       | Čechy            | Jičín               | Drahoras                        |                                                     |
| Drahotěšice                    | Čechy            | České Budějovice    | Drahotieschitz                  |                                                     |
| Drahotice                      | Čechy            | Chrudim             | Drahotitz                       |                                                     |
| Drahotice                      | Čechy            | Mladá Boleslav      | Doubrawitz                      |                                                     |
| Drahotín                       | Čechy            | Domažlice           | Trohatin                        |                                                     |
| Drahotuše                      | Morava           | Přerov              | Drahotusch                      |                                                     |
| Drahouš                        | Čechy            | Rakovník            | Drahuschen                      |                                                     |
| Drahov                         | Čechy            | Tábor               | Drahles                         |                                                     |
| Drahovice                      | Čechy            | Karlovy Vary        | Drahowitz                       |                                                     |
| Drahůnky                       | Čechy            | Teplice             | Dreihunken                      |                                                     |
| Drachkov                       | Čechy            | Benešov             | Drachkau                        |                                                     |
| Drachkov                       | Čechy            | Strakonice          | Drachkow                        |                                                     |
| Dráchov                        | Čechy            | Pelhřimov           | Drachow                         |                                                     |
| Dráchov                        | Čechy            | Tábor               | Drachau                         |                                                     |
| Drásov                         | Morava           | Brno-venkov         | Drasow                          |                                                     |
| Drásov                         | Čechy            | Příbram             | Drasau                          |                                                     |
| Drasty                         | Čechy            | Praha-východ        | Drast                           |                                                     |
| Dražejov                       | Čechy            | Česká Lípa          | Draschen                        |                                                     |
| Dražejov                       | Čechy            | Strakonice          | Draschejow                      |                                                     |
| Dražeň                         | Čechy            | Plzeň-sever         | Draschen                        |                                                     |
| Draženov                       | Čechy            | Domažlice           | Drasenau                        |                                                     |
| Dražetice                      | Čechy            | Příbram             | Draschetitz                     |                                                     |
| Dražice                        | Čechy            | Mladá Boleslav      | Draschitz                       |                                                     |
| Dražice                        | Čechy            | Tábor               | Draschitz                       |                                                     |
| Dražíč                         | Čechy            | České Budějovice    | Draschitz                       |                                                     |
| Dražičky                       | Čechy            | Tábor               | Klein Draschitz                 |                                                     |
| Dražkov                        | Čechy            | Pardubice           | Draschkau                       |                                                     |
| Drážkov                        | Čechy            | Příbram             | Draschkow                       |                                                     |
| Dražkovice                     | Čechy            | Pardubice           | Draschkowitz                    |                                                     |
| Dražov                         | Čechy            | Karlovy Vary        | Trossau                         |                                                     |
| Drážov                         | Čechy            | Strakonice          | Draschow                        |                                                     |
| Dražovice                      | Čechy            | Klatovy             | Draschowitz                     |                                                     |
| Dražovice                      | Morava           | Vyškov              | Dräswitz                        |                                                     |
| Dražůvky                       | Morava           | Hodonín             | Draschuwek                      |                                                     |
| Drbálov                        | Čechy            | Rychnov nad Kněžnou | Derbalow                        | osada vesnice Javornice                             |
| Drevníky                       | Čechy            | Příbram             | Drewnik                         |                                                     |
| Drhovce                        | Čechy            | Příbram             | Dirhowetz                       |                                                     |
| Drhovice                       | Čechy            | Tábor               | Drahowitz                       |                                                     |
| Drhovle                        | Čechy            | Písek               | Dürhowel                        |                                                     |
| Drhovle Ves                    | Čechy            | Písek               | Dorf Dürhowel                   |                                                     |
| Drhovle Zámek                  | Čechy            | Písek               | Schloß Dürhowel                 |                                                     |
| Drhovy                         | Čechy            | Příbram             | Derhow                          |                                                     |
| Drchkov                        | Čechy            | Kladno              | Derchkow                        |                                                     |
| Drchlava                       | Čechy            | Česká Lípa          | Dürchel                         |                                                     |
| Drletín                        | Čechy            | Praha-východ        | Derletin                        | osadea vesnice Vlkančice                            |
| Drmaly                         | Čechy            | Chomutov            | Türmaul                         |                                                     |
| Drmoul                         | Čechy            | Cheb                | Dürrmaul                        |                                                     |
| Drnek                          | Čechy            | Kladno              | Rasen                           |                                                     |
| Drnholec                       | Morava           | Břeclav             | Dürnholz                        |                                                     |
| Drnov                          | Čechy            | Kladno              | Rasenhof                        |                                                     |
| Drnovec                        | Čechy            | Česká Lípa          | Kleine Grün                     |                                                     |
| Drnovice                       | Morava           | Blansko             | Dernowitz                       |                                                     |
| Drnovice                       | Morava           | Vyškov              | Dirnowitz                       |                                                     |
| Drnovice                       | Morava           | Zlín                | Dernowitz                       |                                                     |
| Drobovice                      | Čechy            | Kutná Hora          | Dobrowitz                       |                                                     |
| Drouhavec                      | Čechy            | Klatovy             | Drauhau                         |                                                     |
| Droužetice                     | Čechy            | Strakonice          | Drauschetitz                    |                                                     |
| Droužkovice                    | Čechy            | Chomutov            | Trauschkowitz                   |                                                     |
| Drozdice                       | Čechy            | Pardubice           | Drosditz                        |                                                     |
| Drozdov                        | Čechy            | Beroun              | Drosdow                         |                                                     |
| Droždín                        | Morava           | Olomouc             | Droschdein                      |                                                     |
| Drslavice                      | Čechy            | Klatovy             | Derslawitz                      |                                                     |
| Drslavice                      | Čechy            | Prachatice          | Drißlawitz                      |                                                     |
| Drslavice                      | Morava           | Uherské Hradiště    | Derslawitz                      |                                                     |
| Drsník                         | Čechy            | Příbram             | Dersnik                         |                                                     |
| Drštěkryje                     | Čechy            | Jičín               | Derschtekrie                    |                                                     |
| Druhanice                      | Čechy            | Kutná Hora          | Druhanitz                       |                                                     |
| Druhanov                       | Čechy            | Havlíčkův Brod      | Druhanow                        |                                                     |
| Druhlice                       | Čechy            | Příbram             | Druchlitz                       |                                                     |
| Drunče                         | Čechy            | Jindřichův Hradec   | Druntsch                        |                                                     |
| Druzcov                        | Čechy            | Liberec             | Drausendorf                     |                                                     |
| Druztová                       | Čechy            | Plzeň-sever         | Drusdau                         |                                                     |
| Družec                         | Čechy            | Kladno              | Druschetz                       |                                                     |
| Drválovice                     | Morava           | Blansko             | Derbalowitz                     |                                                     |
| Drysice                        | Morava           | Vyškov              | Drissitz                        |                                                     |
| Držkov                         | Čechy            | Jablonec nad Nisou  | Drschke                         |                                                     |
| Držková                        | Morava           | Zlín                | Derschkowa                      |                                                     |
| Držkrajov                      | Čechy            | Písek               | Derschkrajow                    |                                                     |
| Držov                          | Čechy            | Písek               | Dirschow                        |                                                     |
| Držovice                       | Čechy            | Litoměřice          | Turschowitz                     |                                                     |
| Držovice                       | Morava           | Prostějov           | Dorschowitz                     |                                                     |
| Dřemčice                       | Čechy            | Litoměřice          | Dremtschitz                     |                                                     |
| Dřenice                        | Čechy            | Cheb                | Treunitz                        |                                                     |
| Dřenice                        | Čechy            | Chrudim             | Drenitz                         |                                                     |
| Dřešín                         | Čechy            | Strakonice          | Dreschin                        |                                                     |
| Dřešínek                       | Čechy            | Strakonice          | Klein Dreschin                  |                                                     |
| Dřetovice                      | Čechy            | Kladno              | Dretowitz                       |                                                     |
| Dřevčice                       | Čechy            | Česká Lípa          | Sebitsch                        |                                                     |
| Dřevčice                       | Čechy            | Praha-východ        | Drewtschitz                     |                                                     |
| Dřevec                         | Čechy            | Plzeň-sever         | Drewetz                         |                                                     |
| Dřevěnice                      | Čechy            | Jičín               | Drewienitz                      |                                                     |
| Dřeveš                         | Čechy            | Chrudim             | Drewesch                        |                                                     |
| Dřevíkov                       | Čechy            | Chrudim             | Holzhof                         |                                                     |
| Dřevnovice                     | Morava           | Prostějov           | Drewnowitz                      |                                                     |
| Dřevohostice                   | Morava           | Přerov              | Drewohostitz                    |                                                     |
| Dřevohryzy                     | Čechy            | Karlovy Vary        | Zeberheisch                     |                                                     |
| Dříň                           | Čechy            | Kladno              | Plag                            |                                                     |
| Dřínov                         | Čechy            | Kladno              | Schindhöfen                     |                                                     |
| Dřínov                         | Morava           | Kroměříž            | Drinow                          |                                                     |
| Dřínov                         | Čechy            | Mělník              | Drschinow                       |                                                     |
| Dřísy                          | Čechy            | Praha-východ        | Charwatetz                      |                                                     |
| Dříteč                         | Čechy            | Pardubice           | Dritsch                         |                                                     |
| Dříteň                         | Čechy            | České Budějovice    | Zirnau                          |                                                     |
| Dub                            | Čechy            | Hradec Králové      | Eich                            |                                                     |
| Dub nad Moravou                | Morava           | Olomouc             | Dub an der March                |                                                     |
| Dubá                           | Čechy            | Česká Lípa          | Dauba                           |                                                     |
| Dubany                         | Čechy            | Litoměřice          | Duban                           |                                                     |
| Dubany                         | Čechy            | Pardubice           | Duban                           |                                                     |
| Dubany                         | Morava           | Prostějov           | Duban                           |                                                     |
| Dubčany                        | Morava           | Olomouc             | Dubtschan                       |                                                     |
| Dubecko                        | Čechy            | Semily              | Dubezko                         |                                                     |
| Dubeč                          | Čechy            | hl. m. Praha        | Groß Dubetsch                   |                                                     |
| Dubeček                        | Čechy            | hl. m. Praha        | Klein Dubetsch                  | osada Dubče, části města Prahy                      |
| Dubečno                        | Čechy            | Nymburk             | Dubetschno                      |                                                     |
| Dubějovice                     | Čechy            | Benešov             | Dubejowitz                      |                                                     |
| Dubenec                        | Čechy            | České Budějovice    | Dubenetz                        |                                                     |
| Dubenec                        | Čechy            | Příbram             | Dubenetz                        |                                                     |
| Dubí                           | Čechy            | Havlíčkův Brod      | Dubi                            |                                                     |
| Dubí                           | Čechy            | Kladno              | Eichen                          |                                                     |
| Dubí                           | Čechy            | Rychnov nad Kněžnou | Eichen                          |                                                     |
| Dubí                           | Čechy            | Teplice             | Eichwald                        |                                                     |
| Dubí Hora                      | Čechy            | Písek               | Eichenberg                      |                                                     |
| Dubice                         | Čechy            | Česká Lípa          | Klein Aicha                     |                                                     |
| Dubice                         | Čechy            | Ústí nad Labem      | Dubitz                          |                                                     |
| Dubičná                        | Čechy            | Litoměřice          | Eicht                           |                                                     |
| Dubičné                        | Čechy            | České Budějovice    | Dubiken                         |                                                     |
| Dubina                         | Čechy            | Kutná Hora          | Eichendorf                      |                                                     |
| Dubliny                        | Čechy            | Příbram             | Dublin                          |                                                     |
| Dublovice                      | Čechy            | Příbram             | Dublowitz                       |                                                     |
| Dubňany                        | Morava           | Hodonín             | Dubnian                         |                                                     |
| Dubné                          | Čechy            | České Budějovice    | Duben                           |                                                     |
| Dubnice                        | Čechy            | Česká Lípa          | Hennersdorf                     |                                                     |
| Dubnice                        | Slezsko          | Bruntál             | Taubnitz                        |                                                     |
| Dubno                          | Čechy            | Příbram             | Eichenhof                       |                                                     |
| Dubno                          | Čechy            | Rychnov nad Kněžnou | Eichenhof                       | osada vesnice Lipovka                               |
| Dubová                         | Čechy            | Český Krumlov       | Stubau                          |                                                     |
| Dubová                         | Čechy            | Chrudim             | Dubowa                          |                                                     |
| Dubová Lhota                   | Čechy            | Klatovy             | Aichen-Lhota                    |                                                     |
| Dubové Mlýny                   | Čechy            | České Budějovice    | Eichmühl                        | osada Žimutic                                       |
| Dubovice                       | Čechy            | České Budějovice    | Dubowitz                        |                                                     |
| Dubovice                       | Čechy            | Pelhřimov           | Dubowitz                        |                                                     |
| Dubovka                        | Čechy            | Benešov             | Dubowka                         | u Neveklova                                         |
| Dubovka                        | Čechy            | Benešov             | Dubowka                         | u Psářů                                             |
| Dubská Lhota                   | Čechy            | Prachatice          | Lhota bei Dub                   |                                                     |
| Dučice                         | Čechy            | Rakovník            | Dutschitz                       |                                                     |
| Dudín                          | Čechy            | Jihlava             | Studein in Böhmen               |                                                     |
| Dudov                          | Čechy            | Tábor               | Dudow                           |                                                     |
| Duchcov                        | Čechy            | Teplice             | Dux                             |                                                     |
| Dukovany                       | Morava           | Třebíč              | Dukowan                         |                                                     |
| Důl                            | Čechy            | Pelhřimov           | Doll                            |                                                     |
| Důl                            | Čechy            | Strakonice          | Zeche                           |                                                     |
| Dunajovice                     | Čechy            | Jindřichův Hradec   | Dunajitz                        |                                                     |
| Dunávice                       | Čechy            | Benešov             | Dunawitz                        |                                                     |
| Dunávičky                      | Čechy            | Benešov             | Klein Dunawitz                  | osada vesnice Chářovice                             |
| Dunice                         | Čechy            | Benešov             | Dunitz                          |                                                     |
| Dunovice                       | Čechy            | Strakonice          | Dunowitz                        |                                                     |
| Durdice                        | Čechy            | Benešov             | Durditz                         |                                                     |
| Dušejov                        | Čechy            | Jihlava             | Duschau                         |                                                     |
| Dušníky                        | Čechy            | Litoměřice          | Duschnik                        |                                                     |
| Dušníky                        | Čechy            | Mělník              | Duschnik                        |                                                     |
| Dušníky                        | Čechy            | Praha-západ         | Kirchsassen                     | osada města Rudná                                   |
| Dušníky nad Vltavou            | Čechy            | Mělník              | Duschnik an der Moldau          |                                                     |
| Dvakačovice                    | Čechy            | Chrudim             | Dwakatschowitz                  |                                                     |
| Dvérce                         | Čechy            | Louny               | Wärzen                          |                                                     |
| Dvorce                         | Morava           | Bruntál             | Hof                             |                                                     |
| Dvorce                         | Čechy            | Havlíčkův Brod      | Höfen                           |                                                     |
| Dvorce                         | Čechy            | Jičín               | Dworetz                         |                                                     |
| Dvorce                         | Čechy            | Jihlava             | Höfen                           |                                                     |
| Dvorce                         | Čechy            | Jindřichův Hradec   | Wurzen                          |                                                     |
| Dvorce                         | Čechy            | Příbram             | Dworetz                         |                                                     |
| Dvorce                         | Čechy            | Tábor               | Dworetz                         |                                                     |
| Dvorec                         | Čechy            | České Budějovice    | Wurzen                          |                                                     |
| Dvorec                         | Čechy            | Prachatice          | Dworetz                         | u Dubu                                              |
| Dvorec                         | Čechy            | Prachatice          | Dworetz                         | u Radhostic                                         |
| Dvorecko                       | Čechy            | Kutná Hora          | Dworezko                        |                                                     |
| Dvoreček                       | Čechy            | Jindřichův Hradec   | Höfling                         |                                                     |
| Dvorek                         | Morava           | Prostějov           | Feldhof                         |                                                     |
| Dvorska                        | Morava           | Brno-město          | Maxdorf                         |                                                     |
| Dvory                          | Čechy            | Karlovy Vary        | Meierhöfen                      |                                                     |
| Dvory                          | Čechy            | Nymburk             | Höfen                           |                                                     |
| Dvory                          | Čechy            | Prachatice          | Höfen                           |                                                     |
| Dvory                          | Čechy            | Sokolov             | Meierhöfen                      |                                                     |
| Dvořisko                       | Čechy            | Ústí nad Orlicí     | Dworschisko                     |                                                     |
| Dvořiště                       | Morava           | Blansko             | Friedenthal                     | dříve česky Frýdntál, osada vesnice Borotín         |
| Dvořiště                       | Čechy            | Nymburk             | Hofstatt                        |                                                     |
| Dvořiště                       | Čechy            | Ústí nad Orlicí     | Dworschischt                    |                                                     |
| Dvořiště                       | Morava           | Žďár nad Sázavou    | Dworschischt                    |                                                     |
| Dvůr Králové nad Labem         | Čechy            | Trutnov             | Königinhof an der Elbe          |                                                     |
| Dvůr Semtín                    | Čechy            | Benešov             | Hof Semtin                      |                                                     |
| Dyjákovice                     | Morava           | Znojmo              | Groß Tajax                      |                                                     |
| Dyjákovičky                    | Morava           | Znojmo              | Klein Tajax                     |                                                     |
| Dyje                           | Morava           | Znojmo              | Thaya                           | též název řeky Dyje                                 |
| Dyjice                         | Morava           | Jihlava             | Groß Deitz                      |                                                     |
| Dyjička                        | Morava           | Jihlava             | Klein Deitz                     |                                                     |
| Dymokury                       | Čechy            | Nymburk             | Dimokur                         |                                                     |
| Dynín                          | Čechy            | České Budějovice    | Dinin                           |                                                     |
| Dýšina                         | Čechy            | Plzeň-město         | Deyschin                        |                                                     |
| Dzbel                          | Morava           | Prostějov           | Zbel                            |                                                     |
| Džbánice                       | Morava           | Znojmo              | Zbanitz                         |                                                     |
| Džbánov                        | Čechy            | Ústí nad Orlicí     | Zubern                          | u Vysokého Mýta                                     |
| Džbánov                        | Čechy            | Ústí nad Orlicí     | Zuber                           | u Voděrad                                           |